# 定向選擇
定向選擇(Directional selection)是天擇的一種形式。
對於一種特徵(性狀)的不同狀態而言，因為不同狀態帶給生物體的適應度(適存度, fitness)有差異，其中一種狀態的適應度較高，具有此狀態的有利個體就能產生較多的子代，造成此狀態的等位基因(allele)便傾向於在族群中增加，並漸漸取代其他等位基因，此過程即稱為定向選擇。
假設，影響一特徵/性狀的等位基因有A1與A2兩種，如果同型合子A1A1的適應度最高，而異型合子A1A2適應度中等，A2A2適應度最低（ω11>ω12>ω22, ω代表適應度），在天擇的影響下，保留A1、並淘汰A2的過程就是定向選擇。若環境維持穩定，A1基因所代表的性狀持續帶給此物種較高的適應度，「有利的」A1基因隨著時間而漸漸散佈到整個族群，基因頻率提高，最後達到穩固(fixation)。

接續上例，適應度較低的A2基因可能會完全消失於族群中，此過程可稱為淨化選擇(purifying selection)。對於一個突變的新基因型，而受到定向選擇而被保留，可稱為正向選擇；反之，有害的基因受到淘汰稱為負向選擇。依照討論的例子，有時負向選擇與淨化選擇意義相同。

定向選擇與平衡選擇(balancing selection)相反，前者只保留有利的基因型，後者會傾向於保留多種基因型。值得考慮的是，不同的環境可能偏好不同的基因型，因此一個等位基因有利或有害，需要參考生物族群的生活環境才能決定。

定向選擇造成的基因頻率變化，由相對的適應度決定，並不會因為此基因是顯性或隱性而受影響。雖然說，被保留的基因達到穩固的時間，會因為此基因是顯性或隱性而有差異：若有利的基因是隱性，則在起始基因頻率很低的狀況下，只有很少的個體是隱性同型合子、很少個體表現出較高的適應度，因此需要累積很多世代才能增加基因頻率。
以族群遺傳學的方法，比較兩世代之間的基因頻率是否有變化，可以推知此基因所影響的性狀是否正在受到天擇的作用。